# Montazzoli
Montazzoli es una localidad de 1.074 habitantes en la provincia de Chieti: forma parte de la Comunità montana Alto-Vastese.

## Evolución demográfica
| Gráfica de evolución demográfica de Montazzoli entre 1861 y 2001 |
|                                                                  |
| Fuente ISTAT - elaboración gráfica de Wikipedia                  |